# Babérhárslevelű tölgy
A babérhárslevelű tölgy (Quercus phillyreoides) a bükkfavirágúak (Fagales) közé tartozó tölgy nemzetség egyik faja.

## Előfordulása
Kína, Dél-Japán, sziklákon, törmelékes talajon.

## Leírása

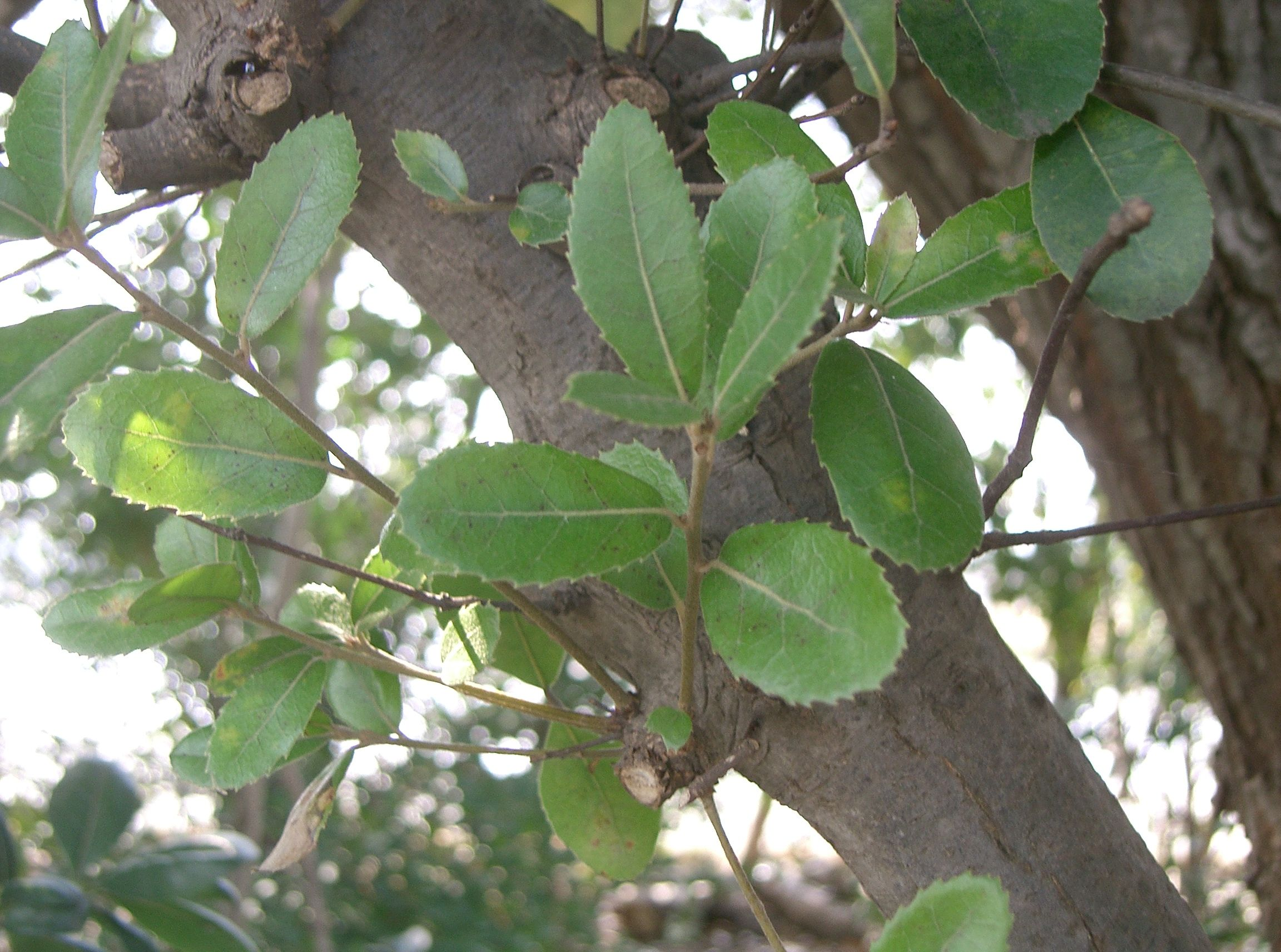
Levelei

Terebélyes, 15 m magas örökzöld fafaj.
Kérge sötétszürke, hosszában repedezett.
Levelei elliptikusak, keskenyek, 6 cm hosszúak, bőrneműek, fogazottak vagy ép szélűek.
Felszínük sötétzöld, fonákjuk világosabb. Lombfakadáskor bronzszínűek.
A virágok tavasz végén nyílnak, a porzós barkák sárgászöldek, lecsüngőek, a termősek kevéssé feltűnőek.
A termése 2 cm-es, harmadáig kupacsba zárt makk.
A kupacs kúpos, lefelé keskenyedő.
- Levelei